# Простір (телесеріал)
«Простір» (оригінальна назва — «Експансія», англ. The Expanse) — американський телесеріал у жанрі космічної опери/науково-військової фантастики на каналах Syfy та Prime Video, оснований на однойменній серії романів Джеймса С. А. Корі.
Дія відбувається у майбутньому, де людство колонізувало Сонячну систему, а суперечності між його фракціями загрожують перерости у війну. Розповідь ведеться з точок зору корабельного офіцера Джеймса Голдена (Стівен Стрейт) і його команди, що опиняються в центрі подій, де поєднуються політичні інтриги та діяльність позаземного розуму.
Трансляція першого епізоду відбулася 23 листопада 2015-го онлайн, 14 грудня 2015-го на каналі Syfy. Показ другого сезону відбувся на початку 2017 року. Третій презентовано на екранах глядачів 11 квітня 2018 року. Після переходу до Amazon Prime Video, четвертий сезон вийшов на сервісі 13 грудня 2019. 8 жовтня 2020 анонсовано п'ятий сезон, який вийшов 16 грудня 2020—3 лютого 2021. Перед виходом 5 сезону були анонсовані присвячені серіалу щотижневі афтер-шоу і подкаст «Ty & That Guy» з ведучими Весом Четемом і Таєм Френком.
24 листопада 2020 року серіал був поновлений на шостий, останній сезон, що стартував 10 грудня 2021 року та закінчився 14 січня 2022. Додатком до сезону на Prime Video вийшла вебсерія «Простір: Один корабель», що була номінована на премію Гільдії сценаристів США.

## Сезони
| Сезон | Епізоди | Епізоди | Оригінальний показ | Оригінальний показ | Оригінальний показ |
| Сезон | Епізоди | Епізоди | Перший показ       | Останній показ     | Мережа             |
| ----- | ------- | ------- | ------------------ | ------------------ | ------------------ |
| 1     | 10      | 10      | 14 грудня 2015     | 2 лютого 2016      | Syfy               |
| 2     | 13      | 13      | 1 лютого 2017      | 19 квітня 2017     | Syfy               |
| 3     | 13      | 13      | 11 квітня 2018     | 27 червня 2018     | Syfy               |
| 4     | 10      | 10      | 13 грудня 2019     | 13 грудня 2019     | Prime Video        |
| 5     | 10      | 10      | 16 грудня 2020     | 3 лютого 2021      | Prime Video        |
| 6     | 6       | 6       | 10 грудня 2021     | 14 січня 2022      | Prime Video        |

## Сюжет

### Тло «Простору»
Події розгортаються у XXIII столітті. Людство колонізувало Місяць, Марс, численні астероїди й супутники планет-гігантів. Завдяки винаходу нових двигунів польоти в межах Сонячної системи займають лічені дні, проте міжзоряні подорожі все ще не почалися. Земля, що перебуває під керівництвом ООН, перенаселена. Ресурсів планети бракує, щоби підтримувати життя 30 млрд її жителів, близько половини яких безробітні та утримуються на державному забезпеченні. Марс має автономію та активно розбудовує міста під куполами і здійснює тераформінг. Ці дві планети споживають ресурси, добуті на астероїдах. Супутники зовнішніх планет, такі як Європа, Іо і Ганімед, порівняно самодостатні та навіть здійснюють експорт сировини. За час існування колоній у їхніх жителів дещо змінилася фізіологія. Так, у марсіан легший скелет і вони фізично слабші, порівняно з землянами, а в так званих астероїдян проявляється астенія. Корпорації експлуатують астероїдян, що спричиняє бунти, виникають терористичні рухи та піратство. Суперечності між фракціями людства загрожують вилитися у війну. Триває гонитва озброєнь і для початку військових дій лишається тільки знайти привід.

### Перший сезон
Детектив Джо Міллер що живе на Церері отримує завдання розшукати зниклу доньку бізнесмена Жуля-П'єра Мао, Джулі Мао. В цей час там відбуваються бунти астероїдян. Ті обурені умовами життя, їм бракує повітря і води, їх вважають за людей другого сорту, тоді як Церера слугує центром торгівлі в Сонячній системі. Корабель «Кентербері», що везе водяний лід на Цереру, фіксує сигнал лиха з покинутого судна «Скопулі». Старпом Джеймс Голден з колегами Наомі, Алексом, Еймосом та Шедом вирушає на розвідку і розуміє, що це була приманка. Спочатку екіпаж вважає, що це справа рук піратів, та несподівано «Кентерберрі» атакує і знищує невідомий замаскований корабель. Такими технологіями володіють лише марсіани, тож вцілілі летять до найближчих колоній розповісти про інцидент. Їхнє повідомлення ставить Землю і Марс на межу війни. Друга заступниця генерального секретаря ООН Крісьєн Авасарала здогадується, що марсіани невинні, якась третя сила намагається спровокувати війну. Крісьєн розслідувала справу астероїдян-терористів і вважає, що ті мають стосунок до нападу.
Вцілілих з «Кентерберрі» підбирає марсіанський корабель «Доннаджер». Його капітан Тереза Яо бере Голдена та його команду під варту і вимагає публічно спростувати своє повідомлення про агресію марсіан. Той, однак, відмовляється це робити, поки всіх його товаришів не звільнять. «Доннаджер» зазнає нападу того ж загадкового корабля. Капітан доручає Голдену з його командою розповісти про ворога, для чого дає їм корвет «Тачі» і підриває «Доннаджер». Втікачі дістаються до станції «Тихо», очолюваної Фредом Джонсоном, який працює на Альянс Зовнішніх Планет — угрупування астероїдян, що бореться за визволення людей Поясу. Той допомагає підробити опізнавальні знаки корабля, котрому дають назву «Росинант». За це він просить розшукати Лайонела Поланськи — єдиного вцілілого члена екіпажу «Скопулі», котрий знає що сталося на борту. Тим часом Міллер дізнається про загиблого торговця інформацією, з котрим контактувала Мао. В його трупі він знаходить картку пам'яті з відомостями про біологічну зброю, що стала причиною загибелі жителів супутника Сатурна Феби, і стосунок до цього Альянсу Зовнішніх Планет. Коли він намагається довідатись більше, його звільняють без пояснень. Міллера схоплює агент АЗП на Церері Андерсон Доус і мало не вбиває, але детектива рятує колега. Міллер довідується про корабель «Анубіс», що належить Лайонелу і пов'язаний з Мао, та вирушає шукати його на астероїд Ерос.
Вирушивши на пошуки Поланськи, екіпаж «Росинанта» виявляє на кораблі шпигуна Кензо Габріеля, що збирає інформацію про біологічну зброю для Крісьєн. Він допомагає Голдену з його командою пройти крізь блокаду марсіан і прибути до астероїда, де схований «Анубіс». На борту виявляється дивна синя субстанція, що проявляє активність у присутності людей. Переглядаючи записи, екіпаж розуміє, що Поланськи — це Джулі Мао. «Анубіс» віз біологічну зброю з Феби, але був перехоплений «Скопулі», щоб доставити зброю для Джонсона. Проте екіпаж «Анубіса» взяв нападників у полон, після чого стався витік субстанції. Мао єдина зуміла втекти на шаттлі й сховалася на Еросі під вигаданим іменем, щоб при нагоді розповісти про загрозу. «Росинант» відлітає туди, де екіпаж зустрічає Міллера. Разом вони відшукують житло Мао, але вона вже мертва і заражена тією ж субстанцією.
Незабаром на Ерос прибуває вчений Ентоні Дрезден, щоб зібрати зразки субстанції з тіла Джулі для її батька, Жуля-П'єра Мао. Той розглядає доньку як частину експерименту й наказує розповсюдити субстанцію серед населення станції — астероїдян. Зараження швидко поширюється, вбиваючи людей, а корабельні доки блокуються під приводом аварії. Джеймс зі своєю командою і Джо пробираються до «Росинанта» й тікають, щоб розповісти громадськості про геноцид. Кензо лишається на Еросі, де гине. Фред в цей час з'ясовує, що «Анубіс» було збудовано землянами.

### Другий сезон
Екіпаж «Росинанта» знаходить зразок біологічної зброї та інформацію про нього. Це так звана протомолекула — інопланетна технологія, що була знайдена на Фебі. Дрезден припускає, що Феба була засобом доставки протомолекули в Сонячну систему, але потрапила в гравітаційне поле Сатурна. Тим часом марсіани розстрілюють Фебу, що призводить до руйнування супутника. Фред Джонсон збирає загін для захоплення станції, куди транслюються дані з Ероса. Він доручає «Росинанту» доставити туди загін бійців. Там вони схоплюють Дрездена, що виправдовує зараження Ероса експериментом. На його думку, завдяки протомолекулі люди стануть здатні жити в космосі без потреби в повітрі чи скафандрах. Міллер застрелює його. Крісьєн підозрює керівництво ООН у підбурюванні до війни, тоді як невідомі вчиняють замах на неї.
Земляни приймають рішення атакувати радарну станцію на Деймосі. Полонений учений розповідає, що протомолекула будує дещо. Міллер з Джонсоном планують спрямувати Ерос на Сонце, підставивши його під корабель мормонів «Наву», що випробовується перед 100-річним польотом до іншої зорі. Джеймс Голден і його команда повертаються на Ерос, щоб закласти бомби і скоригувати його орбіту. Вони змушені знищити заражений гуманітарний корабель «Маразмус», а Міллер лишається на астероїді. Проте протомолекула змінює орбіту Ероса так, щоб «Наву» пролетів повз. Астероїд спрямовується на зіткнення з Землею, ООН сприймають це як атаку марсіан. Міллер проникає вглиб Ероса, де закладає бомбу. В цей час із Землі запускаються численні ракети з термоядерними зарядами, та протомолекула маскує своє місцерозташування. Джонсон пропонує скористатися системою наведення «Росинанта». Міллер знаходить в центрі астероїда Джулі, злиту з протомолекулою. Вона вважає, що знаходиться на своєму гоночному кораблі «Разорбек» та прямує до Землі. Міллер переконує її спрямувати Ерос на Венеру та гине при падінні.
На Землі вважають нібито на Еросі випробовувався новий безінерційний двигун. Мормони подають в суд на Джонсона, та він захоплює земних 30 ракет, які були спрямовані на Ерос, щоб диктувати свої правила. Земний вчений Міхаель Ітурбі при допомозі Крісьєн намагається потрапити на Венеру на судні «Арбагаст». Екіпаж «Росинанта» зустрічають як героїв, ті вирішують не розповідати про протомолекулу, щоб ніхто не шукав її, а свій зразок викинути на Сонце. Марсіанка Боббі Драпер, морський піхотинець, із загоном патрулює територію на Ганімеді та встряє у перестрілку, що стає причиною бою між земними і марсіанським кораблями. Це зіткнення дає новий привід для війни. Боббі рятують марсіани, тоді вона звинувачує в нападі землян. Під терапією вона згадує, що бачила гібрида людини з протомолекулою. Коли Андерсон Доус ледь не йде на конфлікт з Фредом Джонсоном на зібранні фракцій астероїдян, Джеймс Голден виступає на захист Джонсона. Тоді Доус дізнається про ще один зразок протомолекули і звинувачує Джонсона в його привласненні. Він також викрадає полоненого вченого, що працював з протомолекулої у команді Дрездена. «Росинант» вирушає на Ганімед, зафіксувавши підозрілий сигнал протомолекули.
Екіпаж «Росинанта» дізнається від місцевого жителя Прекса Менґа про вченого Лоуренса Стрікленда, що займався на Ганімеді загадковими дослідженнями. Вони знаходять свідчення проведення ним експериментів над дітьми та створення гібридів з протомолекулою. Їм вдається вивезти з Ганімеда багато людей, коли гібрид виривається з лабораторії. Боббі дає свідчення для ООН, замовчавши про протомолекулу. Крісьєн переконує її тому, що марсіани випробовували на її загоні нову зброю, після чого Боббі спочатку змінює свої свідчення, а потім викрадає данні про гібриди у марсіанського офіцера та просить політичного притулку на Землі. Жуль-П'єр Мао запрошує Авасаралу на переговори на свою яхту. Крісьєн та Боббі потрапляють на яхту Мао, щоб заарештувати його, але потрапляють у засідку. Тим часом на Венері виявляється неочікувана активність, протомолекула поширюється поверхнею планети, формуючи якісь конструкції, та розщеплює «Арбагаст». Коли «Росинант» покидає Ганімед, з'ясовується, що гібрид потрапив на борт. Екіпажу вдається виманити істоту назовні та спалити її двигуном, завдяки ідеї Праксу. Після цього Наомі зізнається, що не викинула зразок протомолекули на Сонце, а віддала його Фреду, щоби зрівняти Пояс в можливостях з Землею і Марсом.

### Третій сезон
Крісьєн і Боббі долають нападників, але по яхті запускають ракети. Боббі забезпечує втечу на схованому там кораблі «Разорбек», що належав Джулі Мао. Стрікленд хоче використувати доньку Менґа для своїх експериментів. Він демонструє Жулю-П'єру, що протомолекулу можуть контролювати діти з особливою вродженою хворобою. Мао забороняє продовжувати експерименти, тоді Стрікленд потай бере справу у свої руки. «Росинант» відгукується на сигнал «Разорбека» й рятує судно від обстрілу. Він прямує на Іо, де може знаходитися донька Пракса. В цей час заражені протомолекулою діти проявляють надлюдські здібності. Крісьєн передає «Росинанту» відомості про проєкт «Калібан» зі створення гібридів і плани землян знищити з їх допомогою марсіан. ООН виявляють марсіанські ракетні платформи, націлені на Землю та збивають всі, крім одної. Вона завдає удару по Південній Америці. Генеральний секретар ООН Естебан Сорренто-Гіллс розкриває громадськості чужинську природу протомолекули і говорячи про потребу об'єднання людства оголошує марсіан розкольниками. Його підтримує заступник Садавір Еррінрайт, виправдовуючи війну та фактично офіційно розпочинає її. Астероїдяни перехоплюють «Наву», що потрапив у дрейф, і переобладнують його для бойових завдань, назвавши «Бегемотом».
Мао продовжує вивчення протомолекули, коли піддослідний повідомляє, що протомолекула будує «вихід». Стрікленд запускає абордажні капсули з гібридами на земні та марсіанські кораблі. «Росинант» збиває більшу частину капсул. Джеймс Голден з командою проникає на базу Іо, де рятує дітей, серед них і доньку Пракса. Мао опиняється в полоні на «Росинанті». Кілька капсул летять до Марса, тоді Наомі переконує Фреда збити їх зі станції «Тихо». Протомолекула до того часу перебудовує Ерос і запускає його в космос з Венери.
Авасарала повертається на Землю, де розповідає про змову Сорренто-Гіллса та Еррінрайта, після чого тих заарештовують і Земля підписує мирну угоду з Марсом. Вона закликає людство об'єднатися перед лицем невідомої сили, котру представляє протомолекула. Ерос перетинає орбіту Урана, де трансформується у величезне кільце.
За пів року по тому флоти різних фракцій людства збираються біля кільця. Наомі Нагата покинула «Росинант» і йде працювати головним інженером на «Бегемот» Один з пілотів-гонщиків намагається влетіти в кільце, але при цьому гине, бо невідома сила схоплює його корабель і затягує в інший простір. Голден починає бачити Міллера, через що підозрює, що інфікований протомолекулою, але сканування у медичній системі цього не підтверджує. Міллер туманно пояснює, що став інструментом протомолекули, що шукає «двері», а Голден по суті бачить просто його образ який транслюється з кільця в мозок Джеймса. Один з кораблів земного флоту вибухає. З «Росинанта» починає транслюватися повідомлення начебто від Голдена, де той оголошує кільце власністю астероїдян і покладає на себе відповідальність за теракт з підривом корабля землян. Джеймс запевняє команду що не робив цього. «Бегемот» стріляє торпедою в «Росинант», тоді корабель тікає в кільце, а Міллер застерігає не входити туди на повній швидкості. «Росинант» переноситься до простору за кільцем, де протомолекула встановила ліміт максимальною швидкістю є 6 км/с. Екіпаж викриває на борту зрадника-журналіста, що підставив Голдена, після чого тікає від інших кораблів, що прибули слідом. Голден за порадою Міллера вирушає до інопланетної станції поблизу, де знаходиться своєрідний пульт. Марсіани намагаються завадити йому, у відповідь на що станція починає захищати Голдена і максимальна швидкість зменшується ще сильніше, зупиняючи кораблі в просторі з середини Кільця. Голден бачить видіння творців протомолекули та пояснює всім, що протомолекула — це інструмент для створення кілець-порталів в інші системи. Її творців мільярди років тому знищило дещо, з чим та цивілізація боролася, руйнуючи цілі зоряні системи.
Дізнавшись про це від Голдена капітан «Бегемоту» Ешфорд вирішує скористатися комунікаційним лазером «Бегемота», щоб розрізати кільце. Голден збирає свою команду не допустити цього, впевнений, що пошкодження кільця переконає станцію у ворожості людей. Міллер повідомляє Голдену, що якщо вимкнути реактори в кораблях, то інопланетна станція перестане вважати людей загрозою і відпустить кораблі. Вони організовують вимкнення всіх реакторів кораблів, тоді станція відпускає судна й припиняє атаку. Навколо неї відкриваються численні інші кільця, кожне з яких веде в іншу зоряну систему. Міллер припускає, що люди — частина певного плану творців кілець та разом з іншими повертається в Сонячну систему.

### Четвертий сезон
Минуло 8 місяців, розіслані в кільця зонди виявили численні придатні для життя планети. Астероїдяни на чолі з Марко Інаросом намагаються прорватись крізь блокаду та знайти в нових світах краще життя. Для цього вони чинять тиск на Каміну Драмер та інше командування станції «Медіна», на котру було перетворено «Бегемот». Один з кораблів пролітає та засновує поселення на планеті Ілус, де розташовані невідомого призначення споруди. Послана на їх вивчення експедиція зазнає нападу невідомої сили та втрачає багато людей і припаси. Виживає небагато людей, яких очолює Елві Окойє. Колоністів звинувачують у нападі, тому Авасарала відряджає «Росинант» з'ясувати що там сталось. Прибувши на Ілус, Голден і його команда зустрічаються з недоброзичливим ставленням колоністів, але їх об'єднує несподіваний напад рою дронів. За вказівкою Джо Міллера, Голден лагодить пристрій, створений в давнину протомолекулою. Слідом під поверхнею планети активуються інші пристрої невідомого призначення.
Авасарала починає втрачати репутацію після того, як за її наказом збивають корабель астероїдян-терористів. Цим користується її суперниця Ненсі Гао, звинувачуючи Авасаралу в блокаді кільця. Вона обіцяє почати колонізацію інших планет, вирішивши тим самим проблему безробіття й нестачі ресурсів у астероїдян. На екваторі Ілуса тим часом активуються технології, що розігрівають планету. Врешті один з них вибухає, спричинивши землетрус і цунамі. В кораблів на орбіті вимикаються реактори, унеможлививши евакуацію колоністів. Голден пропонує сховатися від цунамі в спорудах протомолекули. План вдається, та згодом виявляється, що вцілілі заражені місцевими бактеріями. Коли завдяки Голдену знаходять ліки, Міллер повідомляє, що може знищити машини, зробивши Ілус безпечним для людей. Як з'ясовується, вороги творців протомолекули залишили на планеті бомбу, здатну знешкодити протомолекулу. Начальник охорони корпорації Royal Charter Energy Адольфус Мартрі замислює скористатися цим, щоб отримати контроль над прибутками з планети. Міллер конструює собі фізичне втілення у формі робота, яким намагається активувати бомбу. Голден вирушає зупинити Мартрі, а тим часом охоронні системи навколо бомби стають на заваді Міллеру. Елві вдається активувати бомбу і машини під поверхнею Ілуса вимикаються.
Гао обирають новим генеральним секретарем ООН і вона проголошує вільну колонізацію нових світів. Група астероїдян Марко захоплюють марсіанські стелс-технології та викрадають корабель Ешфорда, а його самого викидають у космос. Астероїд, який перевозив корабель, Марко спрямовує на Землю з метою диктувати власні правила всім, хто подорожуватиме крізь кільця.

### П'ятий сезон
Дослідницький корабель виявляє біля Венери випадково розколотий астероїд, а слідом на екіпаж нападають астероїдяни. Згодом Гао дізнається, що астероїд було оточено стелс-покривом, тому він невидимий для оборонних систем. Тим часом «Росинант» перебуває на ремонті на базі «Тихо». Наомі довідується, що її син Філіп, якого вона покинула в дитинстві, живе на астероїді Паллада, та відлітає зустрітися з ним. Механік Еймос відлітає на Землю, щоби розслідувати смерть названої матері, а Алекс вирушає на Марс, щоби зустрітися з родиною. Боббі ж передає Авасаралі відомості про незаконну торгівлю марсіанською зброєю. Голден дізнається від репортерки Моніки, що астероїдяни володіють протомолекулою, але потім таємниче зникає. Голден рятує Моніку на станції «Тихо», де її намагалися вбити — імовірно, астероїдяни. Авасарала здогадується, що серією нападів на кораблі та запуска астероїда стоїть Інарос, але уряд Гао їй не вірить.
Драмер знаходить розграбований корабель Ешфорда, звідки добуває відомості, що Інарос планує великий теракт, і передає їх Авасаралі. Наомі зустрічає сина, але той зовсім не радий зустрічі. Зрештою Наомі потрапляє в полон до криміналітету Паллади. Алекса намагаються вбити невідомі, проте його рятує Боббі. Несподівано один зі стелс-астероїдів падає на Землю.
Алекс і Боббі на кораблі «Разорбек» вирушають навздогін за марсіанськими кораблями, які підозрюють у передачі зброї астероїдянам. Еймос, прагнучи допомогти, відвідує укріплену в'язницю для найнебезпечніших злочинців. У цей час на Землю падає другий астероїд, спричиняючи великі руйнування. Еймос із групою в'язнів і персоналу виживає. Авасарала попереджає Гао про можливість падіння інших стелс-астероїдів, і як їх виявити. Проте Гао разом з рештою владної верхівки гине в результаті падіння третього астероїда. Авасарала організовує оборону, завдяки чому наступні астероїди вдається збити. Інарос, утім, задоволений результатом. Він оголошує про створення Вільного Флоту — єдиної сили, що має право на колонізацію інших планет. Від Землі та Марса він вимагає припинити міжзоряні польоти, а в разі порушення вимоги погрожує застосувати протомолекулу.
Філіп доставляє Наомі до Інароса, з яким співпрацював у підготовці терактів. Наомі безуспішно намагається вбити Інароса, натомість розкриває, що під час ремонту в «Росинант» запущено комп'ютерний вірус. Їй вдається попередити про це Голдена і тим самим урятувати корабель від вибуху. Алекс і Боббі, переслідуючи марсіанських торговців зброєю, опиняються в пастці і їхній «Разорбек» лишається дрейфувати в космосі. Пізніше їм вдається змусити ворогів взяти «Разорбек» на абордаж і знищити їх, після чого корабель вирушає до союзників.
Командування Землею приймає новий генеральний секретар, який починає військові дії проти Вільного Флоту. Він атакує станцію «Паллада», населену невинними астероїдянами, через що багато його підлеглих йдуть у відставку. Драмер тим часом змушена підкоритися Інаросу, ввійшовши до Вільного флоту, але потім замислює зрадити його. Еймос зі злочиницею Кларисою дістається до лісової зони, де знаходить групу вцілілих після падіння астероїда. Разом вони запускають шаттл та відлітають на Місяць. Тим часом Інарос стикається з проблемою нестачі провізії. Він налаштовує Філіпа на те, що скоро хлопець займе його місце і війна розгориться ще дужче. Також, Інарос мінує корабель «Чецемока», звідки транслюється фальшивий сигнал лиха від Наомі, щоб приманити та знищити «Росинанта».
Наомі вдає самогубство, вистрибнувши в космос, а насправді дістається до «Чецемоки». Їй не вдається зв'язатися з «Росинантом», але вона перебиває частину сигналу, щоб викликати підозри. Алекс і Боббі отримують сигнал лиха та прямують до замінованого корабля. Тоді Наомі перешкоджає стикуванню, а потім вистрибує в космос, де Алекс ловить її, проте помирає через перевантаження. Екіпаж «Росинанта» воз'єднується на Місяці, де розуміє, що зразок протомолекули було непомітно послано крізь кільце у звичайній бойовій ракеті. Невдовзі Вільний Флот розбиває сили землян і марсіан біля кільця та вирушає в інші зоряні системи. За якийсь час Інарос отримує повідомлення з однієї колонії про те, що з допомогою протомолекули вдалося запустити ремонт зорельота інопланетян.

### Шостий сезон
Вільний флот продовжує скидати на Землю астероїди і переманює на свій бік дедалі більше космічних станцій з кораблями. Каміна Драмер приєднується до сил Інароса, проте планує згодом сховатися. «Росинант» патрулює космос на боці землян і виявляє астероїд, обладнаний двигуном. Це дозволяє знайти вірогідне розташування корабля-навідника «Лазуровий дракон», який координує атаки астероїдами. Команді «Росинанта» вдається захопити корабель-навідник і передати дані про план астероїдян офіцерці флоту Тесфає. Між тим виявляється, що деякі кораблі при переході крізь Кільце таємниче зникають.
Авасарала планує спонукати астероїдян побачити в землянах і марсіанах не ворогів, а таких же людей, як вони. В той же час Інарос покидає розграбовану базу на Церері, знаючи, що земляни не зможуть одночасно атакувати Вільний флот і виконувати гуманітарну місію на базі. «Росинант» стикається з кораблем Інароса в бою, але екіпаж вирішує не знищувати ворога, адже тоді Інарос постане мучеником. В результаті Інаросу зі своєю командою вдається відступити. Каміна розсилає повідомлення про те, що це він винен у кризі на Церері. Частина астероїдян стає на її бік.
Паралельно на планеті Лаконія дівчинка Кара виявляє здатність місцевих тварин ремонтувати техніку та воскрешати померлих тварин. Коли її брат Ксан гине через нещасний випадок, Кара вирішує віднести його тіло до цих істот. Хлопчик оживає, причому вдосконаленим: з покращеним зором і регенерацією. Проте батьки лякаються його і Кара тікає з Ксаном, щоб стати такою ж людиною іншого ступеня розвитку.
Вільний флот розташовує гармати на інопланетній станції, щоб обстрілювати ворожі кораблі й «Медіну» і диктувати таким чином правила міжзоряних польотів. Голден зізнається Наомі, що відчуває присутність злих сутностей при кожному переході крізь Кільце. Наомі визначає, що зникненню кораблів у Кільці передують стрибки енергії, та розуміє, що цим можна скористатися для знищення Вільного флоту. Авасарала просить Голдена вплинути на Каміну, щоб зробити її союзницею ООН. Каміна спершу сприймає пропозицію вороже, але після розмови з Авасаралою погоджується, щоб не допустити більше жертв.
Флот жителів Сонячної системи вирушає на штурм «Медіни». Замаскувавшись фальшивими цілями, він проходить у кільце, але опиняється під обстрілом. Екіпаж «Росинанта» висаджується біля гармат і підриває їх, проте змушений відступити під натиском ворога. Після повернення в Сонячну систему Наомі пропонує перевантажити кільце, щоб пробудити сутностей у ньому і ті знищать флот Інароса при переході. Наомі спрямовує в кільце масивний корабель «Джамбатіста», внаслідок чого сутності, як і планувалося, поглинають флот Інароса.
Між жителями планет і астероїдянами укладається мир, але лишається питання хто контролюватиме польоти крізь кільця. Авасарала пропонує створити незалежну «космічну гільдію» та пропонує Голдену очолити її. Голден погоджується, але першим своїм рішенням на новій посаді проголошує передати керівництво Каміні, а сам повертається на «Росинант».

## У ролях
- Джо Міллер/Детектив (Томас Джейн, сезони 1–2; спеціальні появи у сезонах 3–4), детектив астероїдян на Церері, якому доручено знайти Джулі Мао;
- Джеймс Голден (Стівен Стрейт) — офіцер-землянин на «Кентербері», згодом капітан «Росинанта»;
- Алекс Камал (Кас Анвар, сезони 1–5) — пілот-марсіанин «Кентербері», пізніше пілот «Росинанта»;
- Наомі Нагата (Домінік Тіппер) — інженерка-астероїдянка з «Кентербері», пізніше інженерка на «Росинанті»;
- Амос Бертон (Вес Четем) — землянин-механік з Кентербері, родом із Балтімора; пізніше механік на «Росинанті»;

- Шед Гарві (Пауло Костанцо, 1 сезон) — медичний технік на «Кентербері»;
- Джульєта «Джулі» Андромеда Мао (Флоранс Февр, сезони 1–2; спеціальна поява в сезоні 3) — зникла дочка бізнес-магната Жюля-П'єра Мао;
- Садавір Еррінрайт (Шон Дойл, сезони 1–3) — заступник секретаря виконавчої адміністрації ООН;
- Крісьєн Авасарала (Шохре Агдашлу) — заступниця секретаря виконавчої адміністрації ООН, пізніше Генеральна секретар ООН;
- Роберта «Боббі» В. Дрейпер (Френкі Адамс, сезони 2–6) — артилерійський сержант Марсіанського десантного корпусу;
- Каміна Драммер (Кара Джі) — керівниця служби безпеки станції «Тихо», астероїдянка, пізніше очільниця повстанців, що виступають проти Вільного флоту;
- Марко Інарос (Кіон Александр, сезони 5–6; побіжно фігурує в сезоні 4), лідер астероїдян, пізніше командувач Вільного флоту;
- Філіп Інарос (Джесай Чейз Оуенс, сезони 5–6; побіжно фігурує в сезоні 4) — син Марко та Наомі, який працює на Марко;
- Клариса Мельпомена Мао (Надін Ніколь, сезони 5–6; побіжно фігурує в сезоні 3-4) — старша дочка Жюля-П'єра Мао, яка спочатку прагне помститися Голдену, згодом приєднується до команди «Росинанта».

### Особливі появи
- Автори оригінальних романів Тай Франк і Деніел Абрагам з'явилися серед пасажирів парому, що прибули на Ерос з Церери в епізоді «Salvage»[15];
- Ім'я наратора книжкової серії носить вантажне судно «Джефферсон Мейз», на якому Пракс залишив Ганімед в епізоді «Pyre»[16];
- Ведучий «Руйнівників міфів» Адам Севідж з'явився у ролі спеціаліста місії науково-дослідного судна «Арбогаст» в епізоді «Caliban's War», а названа на його честь компанія «Savage Industries» є роботодавцем Мельби (епізод «Delta-V») і виробником робота з епізоду «Gaugamela»[17][18].

## Створення
Події «Простору» засновано на однойменній серії романів Даніеля Абрагама і Тая Франка, відомих під псевдонімом Джеймс Корі. Перший роман, «Левіафан прокидається» (2011), було номіновано на премію Г'юґо за найкращий роман і премію «Локус» за найкращий науково-фантастичний роман.
11 квітня 2014 року, Syfy анонсував максимально точну відповідність телевізійної адаптації до оригінальної книжкової серії і продюсував виробництво 10-ти епізодів тривалістю близько години кожен для першого сезону. Цього дня президент каналу Дейв Хоу зробив заяву:
Марк Фергюс і Говк Остбі написали сценарій пілотного епізоду, який зняв Террі Макдоно, і є сценаристами та шоуранерами, поряд з Нареном Шанкаром. Alcon Entertainment та The Sean Daniel Company розпочали знімання серіалу в Торонто 29 жовтня 2014 року. Презентація першого епізоду відбулася в липні 2015 року на San Diego Comic-Con International.
Перед виходом п'ятого сезону, 24 листопада 2020 року, Amazon поновив серіал на шостий сезон, який буде останнім. Знімання розпочалися в січні 2021 року, без участі актора Каса Анвара, після розслідування щодо звинувачень його в сексуальних домаганнях.
Сценаристи і продюсери серіалу Деніел Абрагам і Тай Френк назвали його завершення після шостого сезону «паузою», а керівники Alcon Entertainment, що виробляє й фінансує серіал та володіє ІВ, кінопродюсери Бродерік Джонсон і Ендрю Косов сказали, що «розглядають всі цікаві можливості». 8 жовтня 2021 року було оголошено, що прем'єра шостого, останнього сезону відбудеться 10 грудня 2021, він складатиметься з 6 епізодів та виходитиме щотижня. Сезон охоплюватиме події роману «Попіл Вавилону» та повісті «Дивні пси».

## Оцінки й відгуки
Серіал в цілому був добре сприйнятий критиками, зокрема отримав рейтинг 72 бали зі 100 на Metacritic, із зазначенням «в цілому позитивні відгуки», та рейтинг 94 % на Rotten Tomatoes з характеристикою «„Простір“ поєднує науково-фантастичні елементи та детектив-нуар у візуально переконливе ціле, хоча для того, щоб історія захопила увагу глядачів, потрібно кілька епізодів».
Згідно з Самантою Нельсон з IGN, «Протягом шести сезонів правдива адаптація романів Джеймса С. А. Корі „Простір“ дала глибокі геополітичні коментарі, зображуючи найближче майбутнє, коли людство колонізує Сонячну систему. Але серіал так само керується їхніми особистими драмами, які слідкують за барвистою командою незалежного бойового корабля „Росинант“, коли вони заплутуються у війнах і мають справу з непізнаними інопланетними істотами, виживаючи завдяки розуму та вірі одне в одного. Хоча останній сезон, який на чотири епізоди коротший за останні два сезони, іноді може здаватися поспішним, сценаристи все ж приходять до задовільного висновку, який укріплює місце „Простору“ як одного з найбільших науково-фантастичних телесеріалів».
Зек Гендлен з AV.Club підсумував, що «Як адаптація, „Простір“ часто потрапляв у незручне становище: закінчувати сюжет одного оригінального роману в середині сезону, а потім починати новий у чотирьох або п'яти епізодах, що залишилися до перерви». Закінчився серіал, за його словами, закривши лінію війни між людьми, проте лишивши відкритою тему інопланетян і їхніх технологій. «Зрештою, як любив зазначати сам серіал, ніщо ніколи не закінчується по-справжньому».
Common Sense Media писали, що ця "Розумна, красиво написана та інтригуюче прискіплива до деталей, ця науково-фантастична драма підноситься над загалом завдяки добре продуманим рисам і спритним характеристикам. Мильні опери в космосі коштують десяток копійок, особливо після успіху «Зоряного крейсера „Галактика“». Відтоді, як ця знаменита драма закінчилася, Syfy постійно намагався повернути свою магію, зазвичай безуспішно. Але цього разу мережа, можливо, зламала код. Ми вже зустрічали багатьох персонажів «Простору» — конфліктного поліцейського, політика, який робить жахливі речі, щоб запобігти ще жахливішим подіям — і ми знайомі з драмою, що переважно зводяться до того, що хтось має «пристрій Судного дня». Але тонкий сценарій тут робить звичайне незвичайним. Персонажі складні і діють несподівано (але впізнавано людськими) способами; у перегляді з'являється відчуття, що це не лише актори, які промовляють сюжетні репліки, а й реальні люди, які живуть життям, про яке ми навряд чи можемо уявити. Це класова війна (жителі Землі — це «власники», а поясники, що працюють на астероїдах «злидарі»), м'який детективний сюжет, космічні відчайдушності, політичні інтриги і, пов'язуючи все це разом, загальні екологічні проблеми (наприклад, як ми будемо піклуватися про всіх цих людей?), які звучать знайомо сучасним глядачам. «Простір» — це розумна, інтригуюча драма для шанувальників наукової фантастики та ідеальна для перегляду всією родиною з підлітками і старше".
Майлз Сюррей із The Ringer відгукнувся: «Завдяки поєднанню заплутаної побудови світу, політичних інтриг, шокуючих поворотів, переконливих персонажів та вражаючих виробничих коштів, „Простір“ став найкращим науково-фантастичним серіалом своєї епохи — якщо не найкращим за всі часи. І попри всі гідні порівняння з „Грою престолів“, є одна річ, якої „Простір“ досяг, чого не зміг його аналог HBO: той серіал застряг на фініші».

## Нагороди та номінації
| Рік  | Премія                                    | Категорія                                                 | Номінанти | Результат | Дж.    |
| ---- | ----------------------------------------- | --------------------------------------------------------- | --- | --------- | ------ |
| 2016 | Гільдія режисерів Канади                  | Найкращий монтаж звуку — Телесеріал                       | Нельсон Феррієра, Натан Робітайл, Дастін Гарріс, Тайлер Уітам і Дашен Найду (за «Велика порожнеча»)                           | Перемога  | [ 30 ] |
| 2016 | Сатурн                                    | Найкращий науково-фантастичний телевізійний серіал        | Простір | Номінація | [ 31 ] |
| 2016 | Товариство фахівців із візуальних ефектів | Найкращі візуальні ефекти у фотореальному епізоді         | Роберт Манро, Клінт Грін, Кайл Мензіс і Том Тернбулл (за «Здобич»)                                                            | Номінація | [ 32 ] |
| 2017 | Гільдія режисерів Канади                  | Видатні режисерські досягнення в драматичному серіалі     | Роберт Ліберман (за «Кам'яне дно»)                                                                                            | Номінація | [ 33 ] |
| 2017 | Дракон                                    | Найкращий серіал наукової фантастики чи фентезі           | Простір | Номінація | [ 34 ] |
| 2017 | Г'юго                                     | Найкраща драматична постановка, коротка форма             | Марк Фергюс, Хок Остбі і Террі Макдоноу (за «Пробудження Левіафана»)                                                          | Перемога  | [ 35 ] |
| 2017 | Сатурн                                    | Найкращий науково-фантастичний телевізійний серіал        | Простір | Номінація | [ 36 ] |
| 2018 | Гільдія режисерів Канади                  | Найкращий монтаж звуку — Телесеріал                       | Нельсон Феррієра, Кевін Бенкс, Натан Робітай, Дастін Гарріс, Тайлер Уітам і Дашен Найду (за «Дім»)                            | Перемога  | [ 37 ] |
| 2018 | Вибір народу                              | Науково-фантастичний / фентезі серіал                     | Простір | Номінація | [ 38 ] |
| 2018 | Сатурн                                    | Найкращий науково-фантастичний телевізійний серіал        | Простір | Номінація | [ 39 ] |
| 2019 | Гільдія режисерів Канади                  | Найкращий монтаж зображення — драматичний серіал          | Стівен Роке (за «Брама Абадона»)                                                                                              | Номінація | [ 40 ] |
| 2019 | Г'юго                                     | Найкраща драматична постановка, коротка форма             | Даніель Абрахам, Тай Франк, Нарен Шанкар і Саймон Селлан Джонс (за «Брама Абадона»)                                           | Номінація | [ 41 ] |
| 2019 | Сатурн                                    | Найкраща потокова наукова фантастика, бойовики та фентезі | Простір | Номінація | [ 42 ] |
| 2020 | Г'юго                                     | Найкраща драматична постановка, коротка форма             | Даніель Абрахам, Тай Франк, Нарен Шанкар і Брек Айзнер (за «Пожежа Сіболи»)                                                   | Номінація | [ 43 ] |
| 2021 | Неб'юла                                   | Найкраща драматична постановка                            | Ден Новак, Amazon Prime (Alcon Entertainment / Alcon Television Group / Amazon Studios / Hivemind / Just So) (за «Гавгамели») | Номінація | [ 44 ] |
| 2021 | Дракон                                    | Найкращий серіал наукової фантастики чи фентезі           | Простір | Перемога  | [ 45 ] |
| 2021 | Г'юго                                     | Найкраща драматична постановка, коротка форма             | Ден Новак, Нік Гомес (Alcon Entertainment / Alcon Television Group / Amazon Studios / Hivemind / Just So) (за «Гавгамели»)    | Номінація | [ 46 ] |
| 2021 | Гільдія режисерів Канади                  | Найкращий монтаж зображення — драматичний серіал          | Родерік Діогрейдс (за «Вінніпесокі»)                                                                                          | Номінація | [ 47 ] |
| 2021 | Гільдія режисерів Канади                  | Найкращий монтаж звуку — драматичний серіал               | Нельсон Феррієра, Алекс Буллік, Дастін Гарріс, Джош Браун, Крейг МакЛіллан, Аєз Камані (за «Гавгамели»)                       | Номінація | [ 47 ] |
| 2021 | Сатурн                                    | Премія Прожектор                                          | Простір | Перемога  | [ 48 ] |
| 2022 | Гільдія сценаристів Америки               | Адаптовані нові медіа короткої форми                      | Вес Четем, Джуліанна Деймвуд і Ґлентон Річардс (за «Простір: Один корабель»)                                                  | Номінація | [ 49 ] |
| 2022 | Г'юго                                     | Найкраща драматична постановка, коротка форма             | Даніель Абрахам, Тай Франк і Нарен Шанкар (за «Ігри Немезиди»)                                                                | Перемога  | [ 50 ] |
| 2022 | Сатурн                                    | Найкращий науково-фантастичний телесеріал, стрімінговий   | Простір | Номінація | [ 51 ] |
| 2023 | Г'юго                                     | Найкраща драматична постановка, коротка форма             | Даніель Абрахам, Тай Франк, Нарен Шанкар і Брек Айзнер (за «Попіл Вавилону»)                                                  | Перемога  | [ 52 ] |